# کارلوس دونسل
کارلوس دونسل (انگلیسی: Carlos Doncel؛ زادهٔ ۴ دسامبر ۱۹۹۶) بازیکن فوتبال اهل اسپانیا است.